# Гомстед-акт

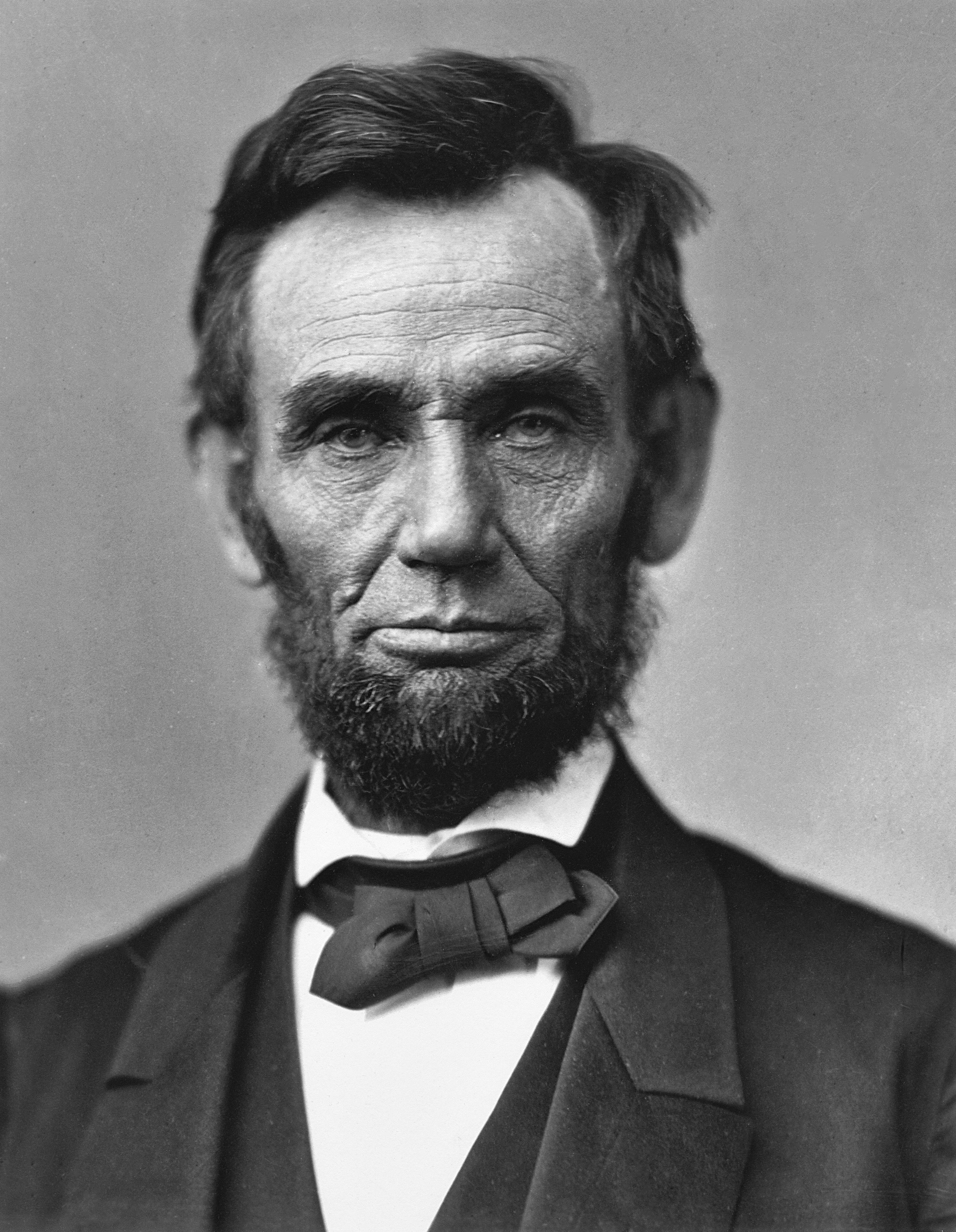
Именно по инициативе Авраама Линкольна 20 мая 1862 года был принят акт о гомстеде

Гомстед-акт (англ. Homestead Act) — федеральный закон, принятый 20 мая 1862 года в США, разрешивший передачу в собственность гражданам США незанятых земель на западе страны за небольшую плату. Название закона образовано от понятия гомстед (англ. homestead — фермерский участок-усадьба, земельный надел из фонда свободных земель на Западе США).

## История вопроса
В середине XIX века в США начался масштабный переезд на свободные земли Среднего Запада, Великих равнин и Тихоокеанского побережья, получивший название гомстедское движение. Начало движения относят к 1830-м годам, когда либералы поддержали требования о бесплатной передаче переселенцам земельных участков по трудовой норме (гомстедов) из фонда общественных земель. В 1848 году фрисойлеры включили это требование в программу своей партии. Однако противниками гомстедов выступили промышленники, опасавшиеся дефицита рабочих рук, и рабовладельцы, стремившиеся расширить свои владения за счёт земель на Западе.
После победы Республиканской партии и её кандидата Авраама Линкольна на президентских выборах 1860 года были предприняты практические шаги к юридическим вопросам. В ходе Гражданской войны 20 мая 1862 года был принят Гомстед-акт, согласно которому каждый гражданин США, достигший 21 года и не воевавший на стороне Юга против Севера, мог получить из земель общественного фонда участок не более 160 акров (65 гектаров) после уплаты регистрационного сбора в 10 долларов. Закон вступил в силу 1 января 1863 года. Поселенец, приступивший к обработке земли и начавший возводить на ней строения, получал бесплатно право собственности на эту землю по истечении 5 лет. Участок мог быть приобретён в собственность и досрочно, при уплате 1,25 доллара за акр. По Гомстед-акту в США было роздано около 2 миллионов гомстедов общей площадью около 285 миллионов акров (115 миллионов гектаров), что составляет около 12 % территории страны. На основе этого закона участки также раздавались в ходе Земельных Гонок (когда спрос на них превышал предложение).

## Текст Гомстед-акта

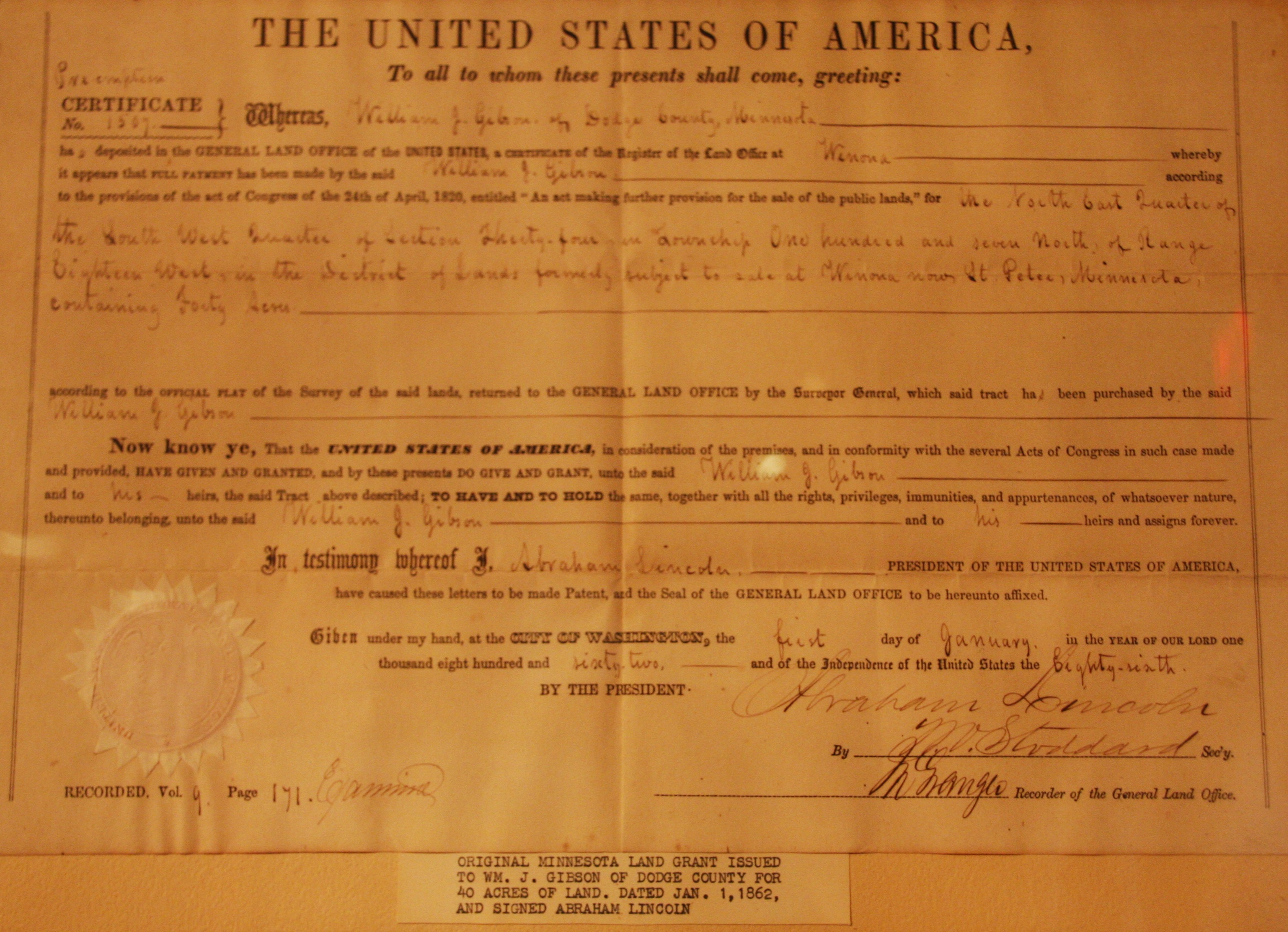
Грант США на гомстед в 40 акров в округе Додж, штат Миннесота, выданный на имя президента Авраама Линкольна (1862)

Акт, обеспечивающий земельными участками тех лиц, которые действительно селятся на государственных землях и обрабатывают их.
- Раздел I. Да будет постановлено, что любой человек, являющийся главой семьи, который прибыл в страну в возрасте 21 года и является гражданином Соединенных Штатов или заполнил декларацию-заявление о своем намерении стать таковым согласно законам натурализации США и который никогда не поднимал оружия против правительства США и не оказывал помощи его врагам, получает начиная с 1 января 1863 г. право вступить во владение одной четвертью секции или меньше общественной земли, не находящейся в чьем-либо владении, на которую указанное лицо может заполнить требование на покупку или которая к моменту заполнения требования подлежит продаже по цене 1 доллар 25 центов за акр или меньше; или 80 акров и меньше такой не имеющей хозяина земли по 2 доллара и 50 центов за акр, которая должна представлять собой единый участок земли и в соответствии с законами о государственной земле быть размежеванной.

При этом любой человек, владеющий землей или поселившийся на ней, может, согласно этому закону, занимать другие участки, расположенные рядом с его или её участком так, чтобы общая площадь земельного участка не превышала 160 акров.
- Раздел II. Лицо, желающее купить землю, согласно этому закону, должно после подачи заявления в земельное управление представить письменное показание под присягой о том, что он или она являются главой семьи, что ему или ей 21 год или больше, что он служил в армии США или во флоте, что он никогда не поднимал оружия против правительства США, не оказывал помощь или поддержку его врагам, и что такое заявление подается для пользования землей только им или ею, и что указанная покупка делается с целью действительного поселения на земле и обработки её, а не использования её прямо или косвенно для выгоды другого лица или лиц. После заполнения такого показания и уплаты 10 долларов ему или ей разрешается вступить во владение обусловленным количеством земли при условии, однако, что соответствующее удостоверение выдается лишь по истечении пяти лет с момента вступления во владение. И если по истечении указанного срока или в любое время в течение двух последующих лет лицо, вступившее во владение, или в случае его смерти его вдова, или в случае её смерти его наследники, или, в случае если вдова вступит во владение, её наследники после её смерти докажут свидетельскими показаниями двух достойных доверия лиц, что он, она или они жили и обрабатывали данную землю в течение пяти лет, последовавших немедленно за подачей вышеуказанного заявления, и заверят, что никакая часть означенной земли не была отчуждена и что он соблюдал верность правительству Соединённых Штатов, тогда он, она или они, если они к этому времени будут состоять в гражданстве США, будут иметь право на свидетельство, как и в других случаях, предусмотренных законом, и при условии, далее, что в случае смерти обоих родителей, оставивших ребёнка или детей моложе 21 года, право и вступительный взнос идут в пользу указанного ребёнка или детей и их опекун или душеприказчик имеет право в любой момент в течение двух лет после смерти родителей и в соответствии с законами штата, в котором такие дети постоянно проживают, продать упомянутую землю для блага указанных детей, но не для других целей, и покупатель с этой покупкой приобретает звание и получает от Соединённых Штатов право на свидетельство об уплате сборов и внесении обусловленной здесь суммы денег.

## Остановка программы
Гомстед-акт был отменён в 1976 году, за исключением территории Аляски, где он продолжал действовать до 1986 года.

## Мемориал «Гомстед»
Согласно легенде, первый гомстед был зарегистрирован на имя Дэна Фримена через десять минут после полуночи 1 января 1863 года в земельном управлении города Браунсвилла (Небраска). В 1936 году земельный участок Фримена, который находится на юго-востоке Небраски, к западу от города Биатрис, стал американским национальным мемориалом «Гомстед» (Homestead National Monument of America) в память о трудностях, которые довелось испытать переселенцам на неосвоенных землях. На территории мемориала находятся небольшой музей, бревенчатая хижина (1867), здание школы (1871), могилы фермера и его жены.